# Свиной туалет
Свино́й туале́т — одна из разновидностей туалета. Представляет собой латрину, соединённую со свинарником посредством жёлоба или отверстия. Свиньи утилизируют человеческие фекалии, поедая их.
Свиные туалеты существуют в индийском штате Гоа, однако со временем их количество идёт на убыль. Употребление в пищу такой свинины несёт значительный риск для здоровья человека.
Свиные туалеты когда-то были распространены на территории современного Китая. Модели свиных туалетов, найденные в захоронениях периода династии Хань (206 год до н. э. — 220 год), свидетельствуют о том, что это была одна из древних китайских традиций. Использование свиных туалетов в последние годы настоятельно не рекомендуется китайскими властями, но, по состоянию на 2005 год, свиные туалеты можно было обнаружить в дальних северных провинциях. Использование свиных туалетов на Окинаве до Второй мировой войны можно объяснить китайским влиянием.